# Bernd Storck
Bernd Storck (Herne, 25 de janeiro de 1963) é um ex-futebolista e treinador de futebol alemão. É, desde julho de 2015, técnico da Seleção Húngara.

## Carreira
Como jogador, Storck teve carreira relativamente curta: defendeu apenas VfL Bochum e Borussia Dortmund, entre 1981 e 1989. Atuou também na equipe Sub-19 da Alemanha Ocidental.
Entre 1996 e 2002, foi auxiliar-técnico no Hertha Berlim, exercendo o cargo ainda no Wolfsburg, no Partizan e no Borussia Dortmund até 2007. Em 2008, fez sua estreia como treinador no Cazaquistão, onde trabalhou no FC Almaty. No mesmo ano, assumiu o comando da equipe Sub-21 do país, comandando ainda a seleção principal e a Sub-19.
Storck treinou ainda o time Sub-19 do Olympiacos, e em março de 2015 foi contratado pela Federação Húngara para treinar à Seleção Sub-21 da Hungria. Não obstante, quatro meses depois teve que substituir a Pál Dárdai à frente da Seleção principal no trecho final da classificação para a Eurocopa 2016, tendo o ex-meio-campista Andreas Möller como assistente. A Hungria encerrou a fase classificatória em terceiro lugar e derrotou a Noruega na repescagem para garantir a classificação, após 29 anos de ausência em competições internacionais desde a participação do país na Copa de 1986.